# America (album de Julio Iglesias)
Pour les articles homonymes, voir America.
Albums de Julio Iglesias
El amor
(1975) A mis 33 años
(1977)
Singles
1. Júrame
Sortie : 1976
2. Caminito (Mexique)
Sortie : 1976
3. Sombras (Mexique)
Sortie : 1976

America est un album studio du chanteur espagnol Julio Iglesias, sorti en 1976. 

## Historique
Júrame est sorti en single en 1976 au Chili, au Pérou, au Venezuela et aux États-Unis,,,. Caminito et Sombras sont également sortis en single en 1977 au Mexique,. La version italienne de Recuerdos de Ypacarai, intitulée La ragazza di Ycaparai est sortie en Espagne.
L'adaptation française de Júrame, C'est ma vie, sera incluse sur son album francophone Sentimental de 1980 et rencontre le succès en France la même année, atteignant la 6e place.

## Accueil commercial
L'album a atteint la première place des ventes en Argentine et en Israël. En décembre 1976, America atteint la deuxième place du classement local Hot Latin LPs des ventes d'albums de pop latino à New York, publié par le magazine américain Billboard.

## Liste des titres
| 1. | Caminito              | Juan de Dios Filiberto; Gabino Coria Peñaloza | 3:30 |
| 2. | Recuerdos de Ypacarai | Zulema de Mirkin; Demetrio Ortíz              | 3:57 |
| 3. | Historia de un amor   | Carlos Eleta Almarán                          | 3:18 |
| 4. | Obsesión              | Pedro Flores                                  | 2:22 |
| 5. | Sombras               | Carlos Brito                                  | 3:30 |
| 6. | Mañana de carnival    | Luiz Bonfá; Antônio Maria                     | 3:20 |

| 7.  | Júrame        | María Grever                                   | 4:07 |
| 8.  | Guantanamera  | J. Fernández; H. Angulo; P. Seeger; José Martí | 3:50 |
| 9.  | Vaya con Dios | Larry Russell; Buddy Pepper; Inez James        | 3:04 |
| 10. | Moliendo Café | Hugo Blanco (credited to José Manzo Perroni)   | 3:38 |
| 11. | Ay, ay, ay    | Osmán Pérez Freire                             | 2:45 |
| 12. | Alma Llanera  | Pedro Elías Gutierrez                          | 2:38 |

## Crédits
- Julio Iglesias – chant, producteur
- Rafael Ferro – arrangements, direction d'orchestre
- Cesar Lucas – photographie

Adaptés des notes d'accompagnement de America.

## Classements et certifications
| Classement (1976–1983)              | Meilleure position |
| ----------------------------------- | ------------------ |
| Argentine (CAPIF)                   | 1                  |
| Espagne (AFE)                       | 11                 |
| États-Unis (New York Hot Latin LPs) | 2                  |
| Israël (IBA)                        | 1                  |
| Italie (AFI)                        | 19                 |
| Japon (Oricon Cassettes)            | 8                  |
| Japon (Oricon LPs)                  | 21                 |

| Classement (1977)          | Position |
| -------------------------- | -------- |
| États-Unis (Hot Latin LPs) | 1        |
| Italie (AFI)               | 70       |

### Certifications et ventes
| Pays              | Certification | Ventes  |
| ----------------- | ------------- | ------- |
| Argentine (ACPVP) | Or            | 200 000 |
| Japon             | —             | 123 890 |